# Dailor
Dailor ist ein osttimoresischer Ort, der sich an der Grenze zwischen den Sucos Bandudato, Fahiria und Lausi (Verwaltungsamt Aileu, Gemeinde Aileu) befindet.

## Geographie
Dailor liegt südlich der Gemeindehauptstadt Aileu auf einer Meereshöhe von 912 m am Fluss Monofonihun der zum System des Nördlichen Laclós gehört. Die Hauptstraße Dailors liegt direkt auf der Grenze zwischen den Sucos Bandudato und Fahiria. Im Osten reicht die Siedlung bis in den Suco Lausi. Mehrere Siedlungen liegen in direkter Nachbarschaft zu Dailor: Mantane und Raifusi im Norden und Raelete im Süden, wo sich der Sitz des Sucos Bandudato befindet.
Die Aldeia Dailor befindet sich weiter südlich.

## Geschichte
Dailor war eines der vielen traditionellen Reiche Timors, die von einem Liurai regiert wurden. Es erscheint auf einer Liste von Afonso de Castro, einem ehemaligen Gouverneur von Portugiesisch-Timor, der im Jahre 1868 47 Reiche aufführte. Bereits im 18. Jahrhundert war Dailor ein Verbündeter Portugals. Im Januar 1894 schloss es mit Portugal einen schriftlichen Vertrag über seinen Vasallenstatus gegenüber der Kolonialmacht.